# (9543) Nitra
(9543) Nitra (1983 XN1) – planetoida z pasa głównego asteroid okrążająca Słońce w ciągu 5,21 lat w średniej odległości 3 j.a. Odkryta 4 grudnia 1983 roku.